# 如来寺 (加須市)
如来寺（にょらいじ）は、埼玉県加須市にある真言宗智山派の寺院。

## 歴史
創建年代は不明である。ただ元和年間（1615年 - 1622年）に行澄によって中興されたことから、その頃までには既に存在していたものと推測される。同市正能の龍花院の末寺である。
本尊の釈迦如来は、奈良時代の泰澄の作と伝えられている。
昭和後期より、各堂宇の改築を進めている。

## 交通アクセス
- 路線バス榎戸停留所より徒歩4分。